# Truxales
On désigne sous le nom vernaculaire de truxales des criquets appartenant à différentes familles, dont la caractéristique commune est une tête allongée. La plupart des truxales appartiennent à la sous-famille des Acridinae, à l'instar des truxales corses et occitanes présentes en France. Toutefois, la truxale rosée est un autre nom du criquet printanier (Pyrgomorpha conica (Olivier, 1791)), de la famille des Pyrgomorphidae.

## Photographies

Principales espèces citées dans cet article
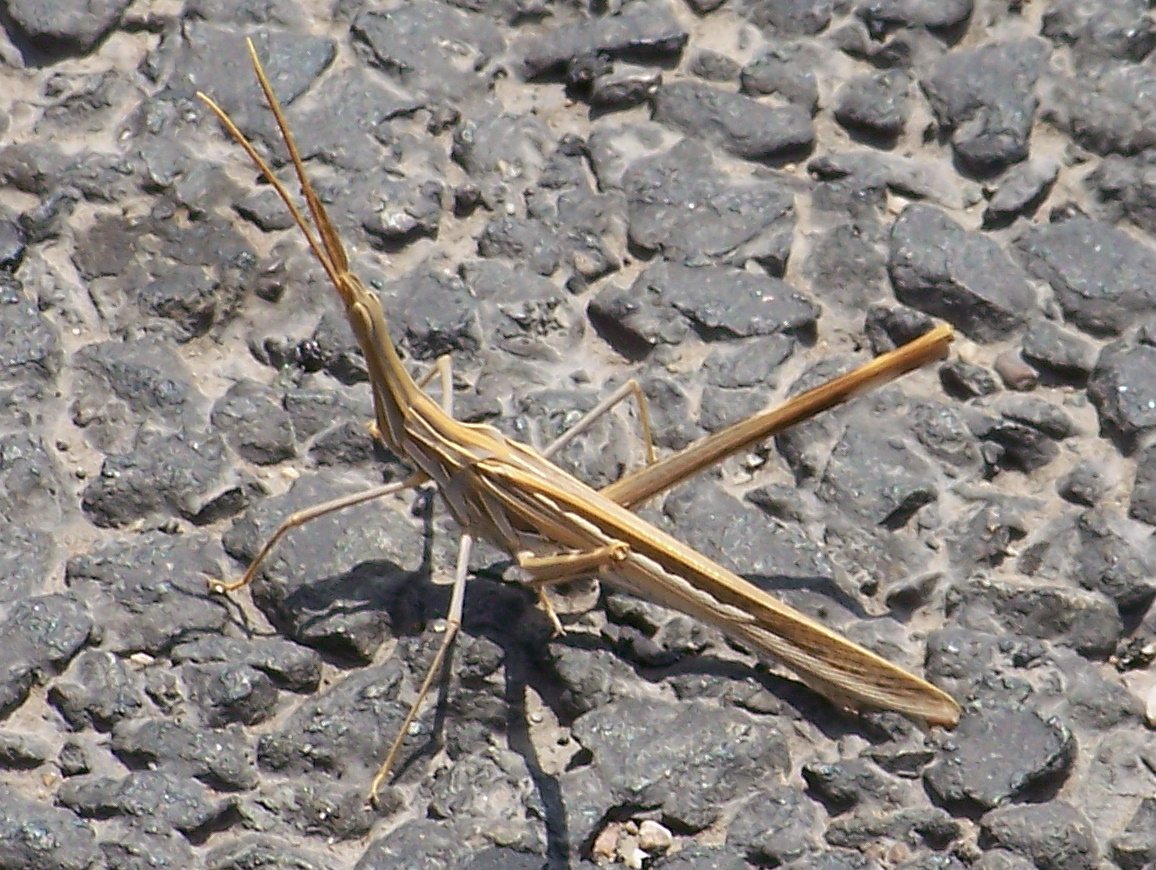
truxale occitane (ou criquet des magyars)
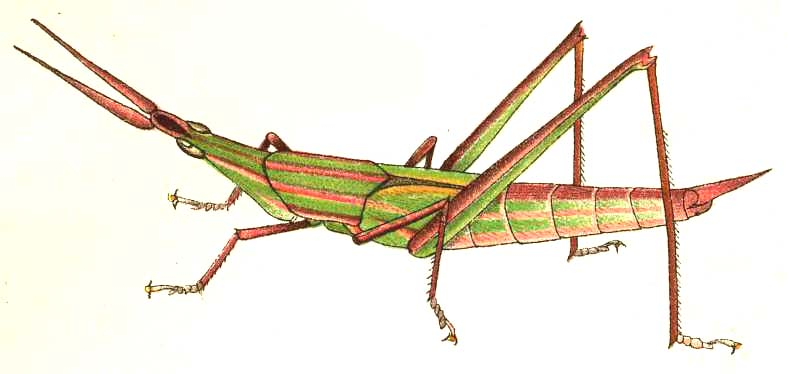
truxale corse
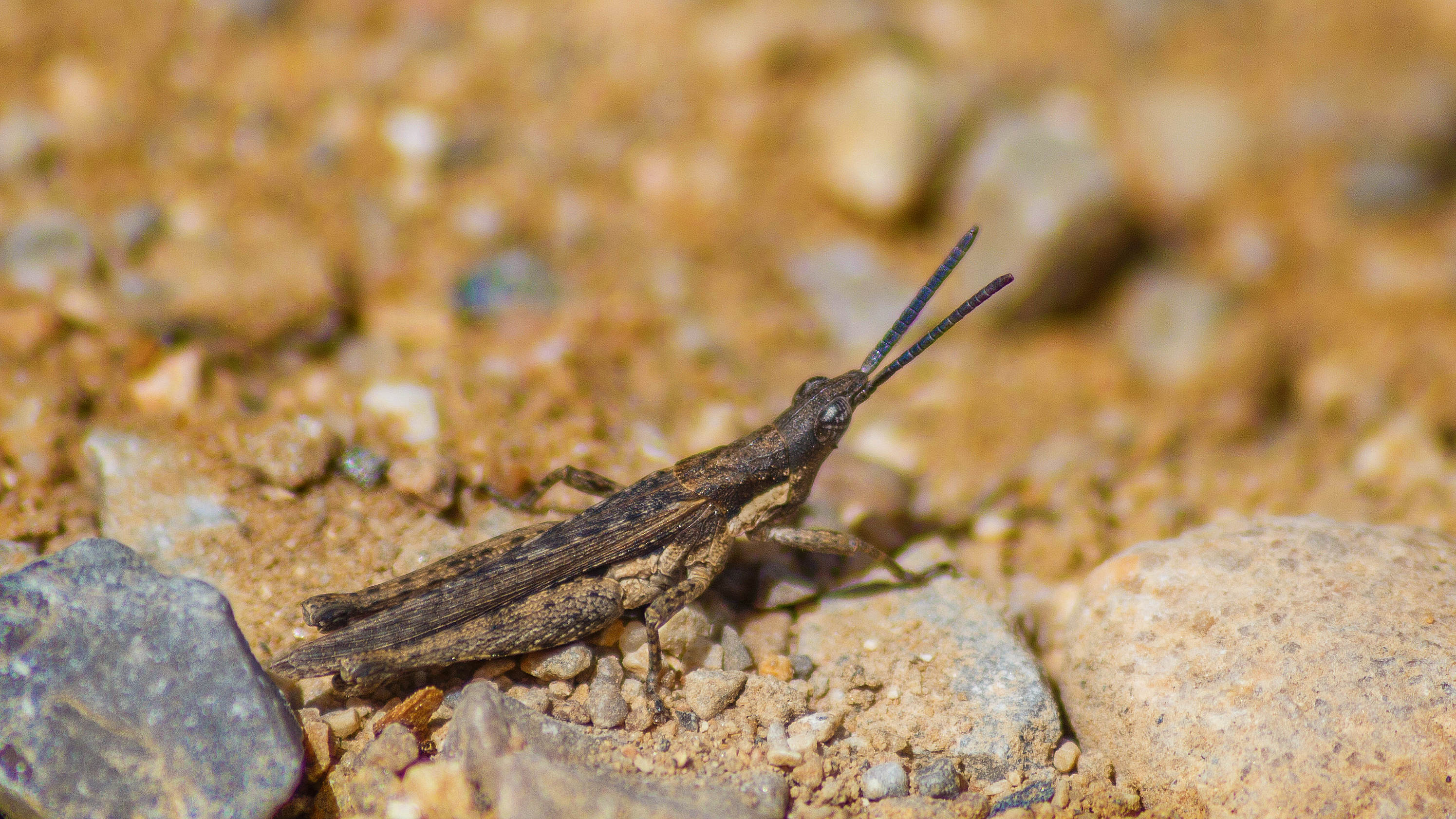
truxale rosé (ou criquet printanier)

## Homophonie
- Le Truxal, un nom commercial pour le Chlorprothixène